# James Coco
James Emil Coco (21 de março de 1930 – 25 de fevereiro de 1987) foi um ator americano de teatro e cinema. Ele recebeu um Primetime Emmy Award, um Drama Desk Award, um CableACE Award e três Obie Awards, bem como indicações para um Tony Award, um Oscar e dois Globos de Ouro. Coco é lembrado por seus papéis coadjuvantes nos filmes O Homem de La Mancha (1972), Murder by Death (1976) e Only When I Laugh (1981).

## Início da vida e carreira
Nascido no bairro Little Italy de Manhattan, Coco era filho de Felice Lescoco, um sapateiro, e de Ida Detestes Lescoco (Coco sendo uma versão abreviada de seu nome de nascimento).
A família mudou-se para Pelham Bay, no Bronx, quando ele era criança, onde morou até o final da adolescência.
James começou a atuar logo após o ensino médio. Ele recebeu seu treinamento de atuação no HB Studio na Cidade de Nova Iorque. Como um adulto com sobrepeso e calvície prematura, ele se viu relegado a papéis de personagem. Ele fez sua estreia na Broadway em Hotel Paradiso em 1957, mas seu primeiro grande reconhecimento foi por The Moon in Yellow River, da Off-Broadway, de Denis Johnston, pelo qual ganhou um Obie Award.
A primeira colaboração moderna de Coco com o dramaturgo Terrence McNally foi um projeto duplo off-Broadway de 1968 das peças de um ato Sweet Eros e Witness, seguido por Here's Where I Belong, uma desastrosa adaptação musical da Broadway de East of Eden que fechou na noite de estreia. Eles tiveram um sucesso muito maior com seu próximo projeto, Next, uma peça de dois personagens com Elaine Shore, que teve mais de 700 apresentações e ganhou o Drama Desk Award de Melhor Desempenho para Coco. Dezesseis anos depois, os dois se reuniram para a produção do Manhattan Theatre Club de It's Only a Play.
Coco também obteve sucesso com Neil Simon, que escreveu Last of the Red Hot Lovers (1969) especificamente para ele. Isso lhe rendeu uma indicação ao Tony Award como Melhor Ator em uma Peça. Mais tarde, os dois uniram forças para uma remontagem na Broadway do musical Little Me e dos filmes Murder by Death (1976), The Cheap Detective (1978) e Only When I Laugh (1981), pelo qual ele foi indicado ao Oscar e ao Razzie, tornando-se o primeiro ator a ser indicado aos dois prêmios pelo mesmo papel. A partir de 2023, ele é um dos três atores receberam indicações ao Oscar e Razzie pelo mesmo papel junto com Amy Irving por Yentl (1983) e Glenn Close por Hillbilly Elegy (2020).
Coco, um veterano de muitas dietas fracassadas, foi o autor do livro best-seller The James Coco Diet, lançado em 1º de fevereiro de 1983, que documentou sua experiência bem-sucedida do Plano de Perda de Peso da Structure House, desenvolvido por Gerard Musante. No entanto, ele viveu apenas quatro anos após o lançamento de seu livro.

## Papéis no cinema e na televisão

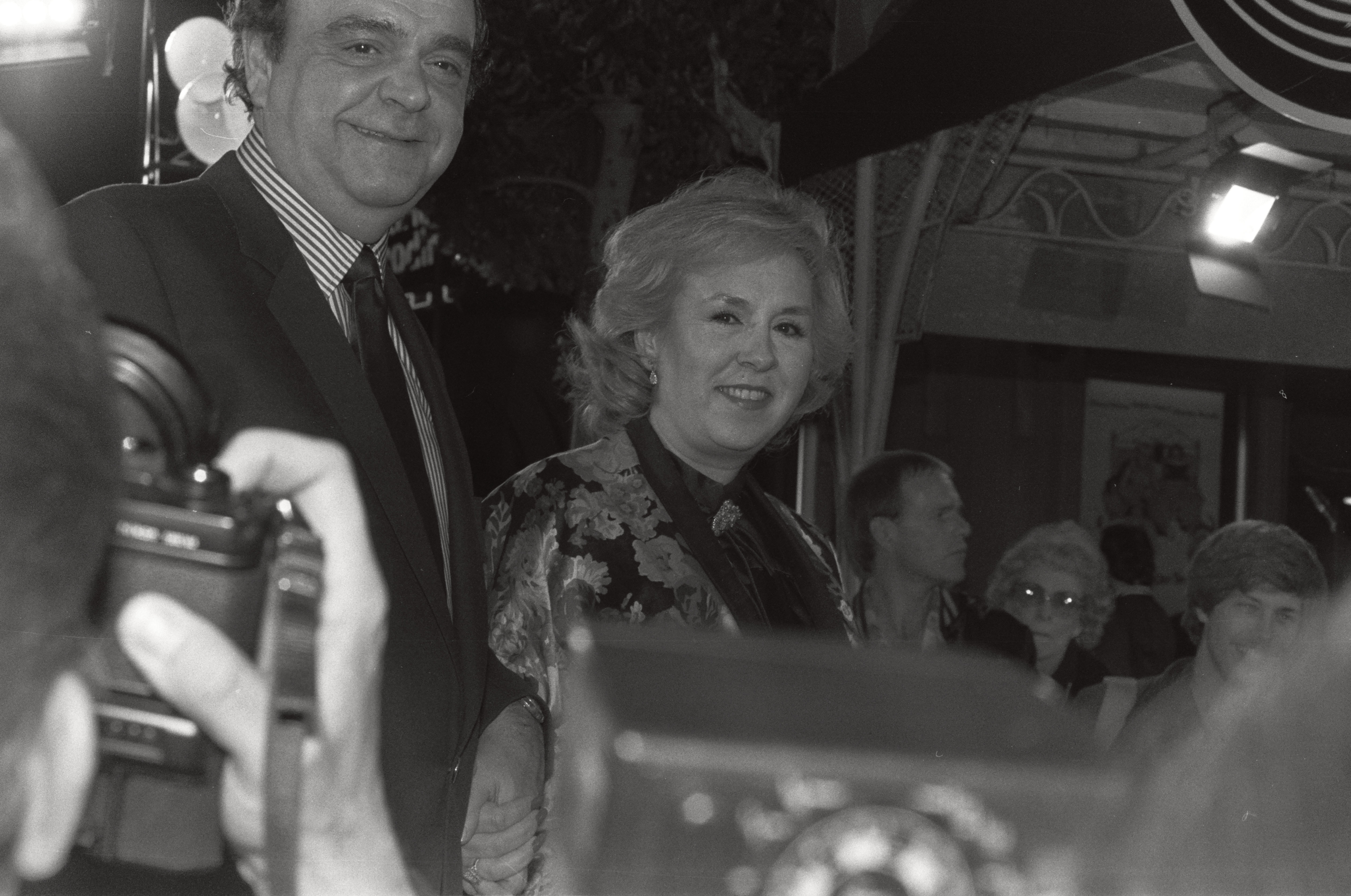
Coco com Doris Roberts na estreia de Seems Like Old Times em 1980, tirada por Alan Light

Os créditos cinematográficos adicionais de Coco incluem Ensign Pulver (1964), The Patty Duke Show (1965). End of the Road (1970), The Strawberry Statement (1970), Tell Me That You Love Me, Junie Moon (1970), A New Leaf (1971), Such Good Friends (1971), O Homem de La Mancha (1972), Scavenger Hunt (1979), Wholly Moses! (1980) e The Muppets Take Manhattan (1984), bem como um papel principal em The Wild Party (1975) e Charleston (1977). Vários de seus filmes foram lançados postumamente: Hunk (1987) e That's Adequate (1989).
Na televisão, Coco estrelou duas séries malsucedidas dos anos 1970, Calucci's Department e The Dumplings, e fez participações especiais em muitas séries, incluindo ABC Stage 67, NBC Children’s Theater, The Edge of Night, Marcus Welby, M.D., Trapper John, M.D., Medical Center, Maude, Fantasy Island, Alice, The Eddie Capra Mysteries, Murder, She Wrote, The Muppet Show, The Carol Burnett Show, The Love Boat, $weepstake$, e St. Elsewhere, pelo qual ele ganhou um Primetime Emmy Award. Uma de suas últimas atribuições na televisão foi um papel recorrente como Nick Milano na sitcom Who's the Boss?. Coco morreu exatamente um dia depois de sua última aparição em Who's the Boss? foi transmitido.

## Morte
Coco morreu no St. Vincent's Hospital, Manhattan, em 25 de fevereiro de 1987, aos 56 anos, após sofrer um ataque cardíaco em sua casa em Greenwich Village. Ele está enterrado no St. Gertrude's Roman Catholic Cemetery em Colonia, Nova Jérsei.

## Prêmios e indicações
| Ano  | Associações                | Categoria                                  | Nomeações                                                 | Resultado |
| ---- | -------------------------- | ------------------------------------------ | --------------------------------------------------------- | --------- |
| 1961 | 6th Obie Awards            | Desempenho Distinto de um Ator             | The Moon in the Yellow River                              | Venceu    |
| 1968 | 13th Obie Awards           | Desempenho Distinto                        | Fragments                                                 | Venceu    |
| 1969 | 14th Drama Desk Awards     | Desempenho Excepcional                     | Adaptation/Next                                           | Venceu    |
| 1970 | 24th Tony Awards           | Melhor Ator em uma Peça                    | Last of the Red Hot Lovers                                | Indicado  |
| 1973 | 30th Prêmios Globo de Ouro | Melhor Ator Coadjuvante – Filme            | O Homem de La Mancha                                      | Indicado  |
| 1977 | 22nd Obie Awards           | Desempenho Distinto                        | The Transfiguration of Benno Blimpie                      | Venceu    |
| 1982 | 39th Prêmios Globo de Ouro | Melhor Ator Coadjuvante – Filme            | Only When I Laugh                                         | Indicado  |
| 1982 | Oscar 1982                 | Melhor Ator Coadjuvante                    | Only When I Laugh                                         | Indicado  |
| 1982 | 2nd Framboesa de Ouro      | Pior Ator Coadjuvante                      | Only When I Laugh                                         | Indicado  |
| 1983 | 35th Primetime Emmy Awards | Melhor Ator Coadjuvante em Série Dramática | St. Elsewhere, (Episódio: "Cora and Arnie")               | Venceu    |
| 1985 | 7th CableACE Awards        | Melhor Ator em Série Dramática             | The Ray Bradbury Theater, (Episódio: "Marionettes, Inc.") | Venceu    |

## Obras
- Coco, James; Paone, Marion (1984). The James Coco Diet (em inglês). [S.l.]: Bantam Books. ISBN 978-0-553-05024-0

## Filmografia
- Ensign Pulver (1964) - Skouras
- The Patty Duke Show (1965) - Diretor
- Generation (1969) - Sr. Blatto
- End of the Road (1970) - Homem da Escola
- The Strawberry Statement (1970) – Dona da Mercearia
- Tell Me That You Love Me, Junie Moon (1970) – Mario
- A New Leaf (1971) – Tio Harry
- Such Good Friends (1971) – Timmy
- O Homem de La Mancha (1972) – Sancho Pança / Servo de Cervantes
- VD Blues (1972) – Ele mesmo
- Calucci's Department (1973) – Joe Calucci
- The Wild Party (1975) – Jolly Grimm
- Murder by Death (1976) – Milo Perrier
- Charleston (1977) – Joe Lo Monaco
- Ciao maschio (1978) – Andreas Flaxman
- The Cheap Detective (1978) – Marcel
- The Muppet Show (1978) - Ele mesmo (convidado especial)
- Scavenger Hunt (1979) – Henri
- Wholly Moses! (1980) – Hyssop
- Only When I Laugh (1981) – Jimmy Perrino
- The Muppets Take Manhattan (1984) – Sr. Skeffington
- Johnny Dangerously (1984) – Segurança do Moronie (sem créditos)
- The Ray Bradbury Theater (1985) – "Marionettes, Inc." (1ª Temporada, episódio 1), John Braling
- Hunk (1987) – Dr. D
- The Chair (1988) – Dr. Harold Woodhouse Langer
- That's Adequate (1989) – Max Roebling (último papel no cinema)